# Krigsåret 1971

## Pågående krig
- Inbördeskriget i Tchad (1966-1988)

- Bangladeshs befrielsekrig (1971)[1]
- Indo-pakistanska kriget 1971

- Vietnamkriget (1959-1975)[2]
  - Sydvietnam, USA, Sydkorea, Australien och Nya Zeeland på ena sidan
  - Nordvietnam och FNL på andra sidan

## Händelser

### Januari
- 25 - Idi Amin genomför i Uganda en militärkupp mot Milton Obote.

### Mars
- 25 - Början av Bangladeshs befrielsekrig mot Västpakistan.

### December
- 3 - Pakistan bombarderar flygfält i Indien.
- 16 - Niazi kapitulerar till Indien.

### Okänt dtum
- Nya Zeeland drar bort sina stridande förband från Vietnam.

### Fotnoter
1. ↑  ”Chronological List of All Wars”. Arkiverad från originalet den 9 oktober 2014. https://web.archive.org/web/20141009082543/http://www.correlatesofwar.org/COW2%20Data/WarData_NEW/WarList_NEW.pdf. Läst 29 juni 2011.
2. ↑  ”World Statesmen”. http://www.worldstatesmen.org/WARS.html. Läst 28 juni 2011.